# Dmitrij Anatoljevics Alenyicsev
Dmitrij Anatoljevics Alenyicsev (oroszul: Дми́трий Анато́льевич Але́ничев; Velikoluksky District, Pszkovi terület, 1972. október 20. –) orosz válogatott labdarúgó középpályás, edző, politikus.

## Pályafutása

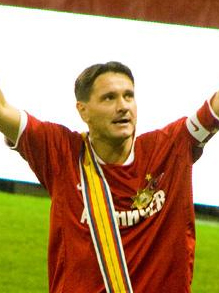
Alenyicsev 2008-ban

Alenyicsev kisebb szovjet csapatokban kezdte profi pályafutását, majd - annak ellenére, hogy bevallottan Szpartak Moszkva szurkoló - 1991-ben a másik moszkvai nagycsapathoz, a Lokomotyiv Moszkvához igazolt és itt játszott három évet, mielőtt 1994-ben a Szpartak játékosa lett. Öt év alatt háromszor nyert bajnoki címet, kétszer Orosz Kupát, 1997-ben pedig megválasztották az év játékosának is hazájában. 1998-ban az olasz élvonalban szereplő AS Roma igazolta le, de nem tudott igazán alapemberré válni. Első szezonjában 21 bajnokit játszott, majd kölcsönbe a Perugia Calcióhoz került. Összességében olaszországi légióskodása sikertelennek mondható és az olasz bajnokságban az egyik legrosszabb külföldi igazolásként tartják számon.
2000-ben a portugál FC Porto szerződtette, és mindjárt az első évében jó benyomást tett az ottani szurkolókra és a sajtóra. A CS Marítimo elleni kupadöntőben ő szerezte csapata második gólját, a Porto pedig elhódította a trófeát (2-0). Az újonnan érkező edzővel, Octávio Machadóval több konfliktusa is akadt, ahogy honfitársának, Szergej Ovcsinnyikovnak is, ráadásul a fiatal Deco kiszorította a kezdőcsapatból. Octaviót kirúgták a gyenge teljesítmény miatt, helyére pedig José Mourinho érkezett, aki a 4-3-3-as felállásról átállt a 4-4-2-re és ebben Alenyicsevnek is több szerep jutott. A 2003-as UEFA-kupa-döntőjében kezdőként lépett pályára és az 54. percben ő szerezte csapata második gólját. Az egy évvel későbbi Bajnokok Ligája döntőben a 60. percben csereként állt be és ezúttal is gólt szerzett, a 75. percben a Porto harmadik gólját szerezte. Rajta kívül két játékos van még aki mindkét nagy európai kupafináléban gólt lőtt; Ronald Koeman és Ronaldo. 
A 2004-es Európa-bajnokság után - amelyen mindhárom csoportmérkőzésen játszott az orosz válogatottban - kijelentette, hogy szeretne hazatérni, majd végül újra a Szpartak Moszkva labdarúgója lett. 2006. április 8-án a Sport Express napilapban súlyos kritikával illette az akkori edző Aleksandrs Starkovst, amiért pénzbüntetést kapott és a második csapathoz száműzték, majd szeptember 10-én közös megegyezéssel felbontották a szerződését.  Ezzel vége is lett Alenyicsev játékos pályafutásának, aki ezt követően edzőnek állt. Időközben politikai karriert is kezdett, 2007-től az Orosz Szövetségi Tanács képviseletében politizált egészen 2010-ig. 2009-ben tagja volt a Legendák Kupáját megnyerő orosz válogatottnak.
Edzőként megfordult az orosz U18-as válogatott, az Arszenal Tula és a Szpartak Moszkva kispadján is. Bátyja, Andrej Alenyicsev szintén profi labdarúgó volt.  

## Sikerei, díjai

### Szpartak Moszkva
- Orosz bajnok: 1994, 1996, 1997, 1998
- Orosz Kupa-győztes: 1993–94, 1997–98

### Porto
- Portugál bajnok: 2002–03, 2003–04
- Portugál labdarúgókupa-győztes: 2000–01, 2002–03
- UEFA-bajnokok ligája-győztes: 2003–04
- UEFA-kupa-győztes: 2002–03

## Külső hivatkozások
- Dmitrij Alenyicsev góljai a Portóban